# ヒア・アンド・エイド
ヒア・アンド・エイド（Hear 'n Aid）は、1985年、ディオのメンバーであったヴィヴィアン・キャンベルとジミー・ベインが宗教的な理由やPMRCからの抗議とモラルを保つためにライヴエイドのコンセプトをロサンゼルスのラジオ局KLOSに出演の際、メタル系アーティストで表現したいと言った呼びかけをロニー・ジェイムズ・ディオがまとめることによって実現されたアフリカ飢餓救済チャリティ・プロジェクト。
賛同者が一堂に集ってレコーディングされたチャリティーソング「スターズ (Stars)」は、ライヴエイドのように歌とギターソロが複数のアーティストの演奏で繋がれている。
このプロジェクトは100万ドルの売り上げを記録した。

## 参加したアーティストと当時の在籍バンド

### ボーカル
- ロニー・ジェイムズ・ディオ（ディオ）
- ロブ・ハルフォード（ジューダス・プリースト）
- デイヴ・メニケッティ（Y&T）
- ケヴィン・ダブロウ（クワイエット・ライオット）
- ドン・ドッケン（ドッケン）
- ジェフ・テイト（クイーンズライク）
- エリック・ブルーム（ブルー・オイスター・カルト）
- ポール・ショーティノ（ラフ・カット）

### ギター
- ヴィヴィアン・キャンベル（ディオ）
- イングヴェイ・マルムスティーン
- エディ・オジェイダ（トゥイステッド・シスター）
- ジョージ・リンチ（ドッケン）
- クレイグ・ゴールディ（ジェフリア）
- ニール・ショーン（ジャーニー）
- ブラッド・ギルス（ナイト・レンジャー）
- カルロス・カヴァーゾ（クワイエット・ライオット）
- ドナルド・ローザ（ブルー・オイスター・カルト）
- デイヴ・マーレイ（アイアン・メイデン）
- エイドリアン・スミス（アイアン・メイデン）

### ベース
- ジミー・ベイン（ディオ）

### ドラムス
- ヴィニー・アピス（ディオ）
- フランキー・バネリ（クワイエット・ライオット）

### キーボード
- クロード・シュネル（ディオ）

### コーラス
楽器を演奏する代わりにコーラスに参加したミュージシャン。カッコ内は、当時の在籍バンドでのパートと、当時在籍していたバンド名。
- トミー・アルドリッジ（ドラムス、オジー・オズボーン）
- カーマイン・アピス（ドラムス、キング・コブラ。ヴィニー・アピスの兄）
- ヴィンス・ニール（ボーカル、モトリー・クルー）
- ミック・マーズ（ギター、モトリー・クルー）
- ブラッキー・ローレス（ボーカル＆ギター、W.A.S.P.）
- クリス・ホルムズ（ギター、W.A.S.P.）
- テッド・ニュージェント（ボーカル）
- ルディ・サーゾ（ベース、クワイエット・ライオット）
- ジェフ・ピルソン（ベース、ドッケン）
- ミック・ブラウン（ドラムス、ドッケン）
- デイヴ・アルフォード（ドラムス、ラフ・カット）
- アミア・デラク（ギター、ラフ・カット）
- クリス・ヘイガー（ギター、ラフ・カット）
- マット・スロール（ベース、ラフ・カット）
- マーク・スタイン（ボーカル&キーボード、ヴァニラ・ファッジ）
- デイヴィッド・セントハビンズ（ギター、スパイナル・タップ）
- デレク・スモール（ベース、スパイナル・タップ）

## ディスコグラフィ

### コンピレーション・アルバム
- 『スターズ』 - Hear 'n Aid (An All-Star Album For Famine Relief) (1986年)

1. "Stars"（ヒア・アンド・エイド）
2. "Up to the Limit (Live in Nagoya, Japan; 1985)"（アクセプト） ※EP『Kaizoku-Ban』より
3. "On the Road (Live at The Hammersmith Odeon, 1985)"（モーターヘッド） ※ビデオ『The Birthday Party '85』より
4. "Distant Early Warning (Live in Toronto, 1984)"（ラッシュ） ※ビデオ『Grace Under Pressure Tour』より
5. "Heaven's on Fire (Live in Detroit 1984)"（キッス with ドラム: エリック・カー） ※ビデオ『Animalize Live Uncensored』より
6. "Can You See Me"（ジミ・ヘンドリックス）
7. "Hungry for Heaven (Live in Philadelphia 1985)"（ディオ） ※未発表音源
8. "Go for the Throat (Live in 1985)"（Y&T） ※ライブ・アルバム『オープン・ファイアー』より
9. "The Zoo (Live in 1984)"（スコーピオンズ） ※ライブ・アルバム『ワールド・ワイド・ライヴ』より

### シングル
- 「スターズ」 - "Stars" (1986年)

### 映像作品
- 『スターズ』 - The Sessions - Stars (1986年) ※旧邦題『ウイ・アー・ザ・ワールド2』